# 加夫列尔·费尔南德斯
加夫列尔·费尔南德斯（西班牙語：Gabriel Fernández，1976年10月23日—），阿根廷男子篮球运动员。他曾代表阿根廷国家队参加2004年夏季奥林匹克运动会篮球比赛，获得一枚金牌。